# Kongtian (köpinghuvudort i Kina, Jiangxi Sheng, lat 24,92, long 115,31)
Kongtian (kinesiska: 孔田, 孔田镇) är en köpinghuvudort i Kina. Den ligger i provinsen Jiangxi, i den sydöstra delen av landet, omkring 420 kilometer söder om provinshuvudstaden Nanchang. Antalet invånare är 26 419. Befolkningen består av 12 930 kvinnor och 13 489 män. Barn under 15 år utgör 25,0 %, vuxna 15-64 år 66 %, och äldre över 65 år 7,0 %.
Runt Kongtian är det ganska tätbefolkat, med 139 invånare per kvadratkilometer. Kongtian är det största samhället i trakten. I omgivningarna runt Kongtian växer i huvudsak städsegrön lövskog.
Genomsnittlig årsnederbörd är 1 969 millimeter. Den regnigaste månaden är maj, med i genomsnitt 376 mm nederbörd, och den torraste är oktober, med 19 mm nederbörd.